# Філіпа Вірменська
Філіпа Вірменська (1183 — бл. 1219) — нікейська імператриця.

## Життєпис
Походила з династії Рубенідів. Молодша донька Рубена III, царя Кілікійської Вірменії, та Ізабели де Торон. Народилася у 1183 році. 1186 році її батько зрікся трону на користь свого брата Левона II, якому заповів не видавати Філіпу та її сестру Алісу за іноземних володіарів. У 1187 році помирає батько Філіпи. У 1189 році відбулися заручини Філіпи з Шахеншахом, сином Чордуанеля, князя Сасунського. Але у 1193 році нареченого Філіпи було вбито. У 1199 році її заручено з Ошином, сином Хетума, князя Лампронського. Втім цей шлюб не відбувся через побоювання Левона II за свою владу.
У 1214 році влаштовано шлюб з нікейським імператором Феодором I, з яким укладено союз проти Румського султанату. Проте у 1216 році імператор розлучився з Філіпою з достеменно невідомих причин. Найбільш правдоподібною вважається версія, що цар Левон II надурив Феодора I, видавши Філіпу за свою доньку (тим самим нікейський імператор розраховував отримати права на трон). Коли виявилася брехня, то відбулося розірвання шлюбу. При цьому син від цього шлюбу втратив права на трон. За іншою гіпотезою, Феодор I стал планувати шлюб з донькою щойнообраного латинського імператора П'єра II, чим сподівався отримати права на трон й без значного спротиву зайняти Константинополь.
Філіпа повернулася до Кілікії, де й померла близько 1219 року.

## Родина
Чоловік — Феодор I Ласкаріс, нікейський імператор
Діти:
- Костянтин (1215—після 1249), дука Фракісія